# Tantillita lintoni
Tantillita lintoni är en ormart som beskrevs av Smith 1940. Tantillita lintoni ingår i släktet Tantillita och familjen snokar.
Denna orm förekommer med flera från varandra skilda populationen i södra Mexiko, Guatemala, Belize, norra Honduras och Nicaragua. Den nordligaste populationen hittas i delstaten Veracruz. Arten lever i låglandet och i kulliga områden upp till 550 meter över havet. Individerna vistas i fuktiga skogar och de besöker odlingsmark samt betesmarker. Tantillita lintoni gömmer sig ofta i lövskiktet. Honor lägger ägg.
För beståndet är inga hot kända. Hela populationen anses vara stabil. IUCN kategoriserar arten globalt som livskraftig.

## Underarter
Arten delas in i följande underarter:
- T. l. rozellae
- T. l. lintoni